# Municipio de Ranchuelo
Municipio de Ranchuelo är en kommun i Kuba.   Den ligger i provinsen Provincia de Villa Clara, i den centrala delen av landet, 240 km öster om huvudstaden Havanna. Antalet invånare är 59 062. Arean är 556 kvadratkilometer.
Terrängen i Municipio de Ranchuelo är platt.
Följande samhällen finns i Municipio de Ranchuelo:
- Ranchuelo